# Валтер V фон Геролдсек
Валтер V фон Геролдсек (на немски: Walter V von Geroldseck; * пр. 1301; † сл. 25 октомври 1362) е господар на Хоен-Геролдсек и Тюбинген.
Той е син на Херман II фон Геролдсек († 1298), фогт на Ортенау, и съпругата му графиня Ута фон Тюбинген († сл. 1302), дъщеря на граф Рудолф I (III) фон Тюбинген-Херенберг († 1277) и втората му съпруга графиня Аделхайд фон Еберщайн-Сайн († сл. 1277).
Внук е на Хайнрих I фон Геролдсек († 1296/1298), граф на Геролдсек и Велденц, и първата му съпруга Елизабет фон Лихтенберг († сл. 1270). Племенник е на граф Георг I († 1347/сл. 1348) и на Валрам († 1336), от 1328 г. епископ на Шпайер.
Баща му Херман II е убит на 2 юли 1298 г. в битката при Гьолхайм.

## Фамилия
Валтер V фон Геролдсек се жени пр. 25 септември 1314 г. за графиня Анна фон Фюрстенберг († 1345), дъщеря на граф Егон фон Фюрстенберг, ландграф в Баар († 1324) и Верена фон Хахберг († сл. 1322). Тя е внучка на граф Хайнрих I фон Фюрстенберг († 1283/1284) и Агнес фон Труендинген († 1294). Те имат четири деца:
- Хайнрих III (* пр. 1334; † 1376/1378), господар на Хоен-Геролдсек и Тюбинген, женен I. за Катарина фон Хорбург († сл. 1336), II. сл. 1336 г. за Анна фон Оксенщайн († сл. 29 януари 1407)
- Беатрикс († сл. 1396), омъжена за Хайнрих III фон Андлау (* пр. 1334; † сл. 1372)
- Георг (* 1318; † сл. 1377)
- Валтер († сл. 1336)

Валтер V фон Геролдсек се жени втори път за Грете (I) и има две дъщери:
- Катарина († сл. 1358)
- Анна († сл. 1358)